# Konnakol
Le Konnakol (également orthographié Konokol ou Konakkol ( tamoul : கொன்னக்கோல் koṉṉakkōl) ( malayalam : വായ്ത്താരി ) est une technique de percussion vocale issue de la tradition carnatique de l’Inde du Sud. Le konnakol est la composante parlée du solkattu,, qui fait référence à une combinaison de syllabes de konnakol prononcées tout en comptant simultanément le Tâla (cycle rythmique de la musique indienne) rythmé avec la main. Il permet d'improviser sur des syllabes rythmiques définies (les jatti, eux-mêmes tirés du Solkattu, solfège rythmique indien.).
Le Konnakol est basé sur les prononciations :
- THA, TI, KE, DI, ME, DJU,

et ses dérivés. lesquels sont combinés pour créer des phrases rythmiques complexes.
- Exemple de phrase rythmique à 4 temps : THA KE DI ME
- Exemple de phrase rythmique à 7 temps : THA KI TA - THA KE DI ME

## Le Konnakol dans la musique moderne occidentale
Ce procédé est utilisé dans les groupes de Metal Progressif tel que Freak Kitchen ou encore Dream Theater.
Le musicien Mattias Eklundh découvrit le Konnakol et fait connaître des aspects de cet art en Occident.

## Source
- (en) Cet article est partiellement ou en totalité issu de l’article de Wikipédia en anglais intitulé « Konnakol » (voir la liste des auteurs).